# びっくり!新世界地図 世界のスゴイ映像祭り あなたの知らない世界見せますSP
『びっくり!新世界地図 世界のスゴイ映像祭り あなたの知らない世界見せますSP』（びっくり!しんせかいちず せかいのスゴイえいぞうまつり あなたのしらないせかいみせますスペシャル）は、日本テレビ系列で放送されていた不定期バラエティ特別番組。

## 概要
Google Earthから地図で探索し、世界各国の中から知られざる観光地やグルメスポットなど調査し、知られざる映像を紹介していく番組。

## 出演者
- MC : 加藤浩次（極楽とんぼ）
- レギュラー : 沢村一樹、志村玲那
- 天の声 : 山里亮太（南海キャンディーズ）
- ナレーター : 松本ともこ、石川英郎

### ゲスト
- 第2回 : 関根勤、松居一代、若槻千夏
- 第3回 : うつみ宮土理、高橋ジョージ、ベッキー

## 放送日・時間・視聴率
- 第1回 : 2007年1月1日月曜日23:30 - 24:30 / 14.1%
- 第2回 : 2007年4月3日火曜日21:00 - 22:48 / 13.4%
- 第3回 : 2007年9月26日水曜日21:00 - 22:48 / 6.4%

## スタッフ
- 企画構成 : 小野高義、都築浩
- リサーチ : 今別府亮・金田佑馬・三橋力（フォーミュレーション）
- TM : 江村多加司
- SW : 高梨正利
- CAM : 渡辺滋雄
- 照明 : 小笠原雅登
- 音声 : 大島康彦
- VE : 斉藤孝行
- 美術 : 高野豊
- 美術デザイン : 高野雅裕
- モニター : 大江房夫
- VTR編集 : 瀧川賢一（麻布プラザ）
- MA : 番匠康雄
- 音効 : 森山顕仁
- TK : 井﨑綾子
- CG : 菅野嘉則、尾崎麻里
- 編成 : 吉田和生
- 広報 : 立松典子
- デスク : 永見知子
- AD : 宇井悠
- AP : 棚橋砂予、青山和永
- ディレクター : 鈴木和宣、松田幸樹、鴻巣裕司、西内成志、野村哲史
- 演出 : 大熊義紹、花岡圭一郎、長久弦
- プロデューサー : 北條伸樹、宮本靖広
- 企画・総合演出・プロデュース : 栗原甚
- チーフプロデューサー : 菅賢治
- 協力 : Google
- 制作協力 : AX-ON（2007年1月1日放送では『日テレ映像センター』と表記）
- 製作著作 : 日テレ

| スタブアイコン | サブスタブ | この項目は、まだ閲覧者の調べものの参照としては役立たない、テレビ番組に関連した書きかけの項目です。この項目を加筆・訂正などしてくださる協力者を求めています（P:テレビ/PJ:放送または配信の番組）。 |